# رشيد الأندلسي
رشيد بن إبراهيم الأندلسي هو الرئيس السابق للرجاء الرياضي البيضاوي، وهو من مواليد سنة 1956 بالدار البيضاء، نال شهادة الباكالوريا بباريس وحصل بها على شهادة الهندسة سنة 1985، وقاده اهتمامه الكبير بالدار البيضاء ليصبح واحدا من كبار المهندسين في أفريقيا ويساهم في تصاميم رائعة بمدينته.

## النشأة والتعليم
ولد رشيد بن إبراهيم الأندلسي في عام 1956 بمدينة الدار البيضاء، المغرب، حصل على شهادة الباكالوريا من باريس ثم شهادة الهندسة المعمارية عام 1985. عمل في الخدمة المدنية قبل أن يبدأ مسيرته المهنية كمهندس معماري في باريس والدار البيضاء 1.

## المسيرة المهنية والهندسية
في عام 1990 أسس وكالة هندسية خاصة وشارك في تصميم عدة مشاريع بارزة مثل المكتبة الوطنية بالرباط والمسرح الكبير في الدار البيضاء، بالتعاون مع المهندس الفرنسي كريستيان دي بورتزامبارك 2. شغل عضوية المجلس الجهوي للمهندسين المعماريين، وكان مستشارًا لوالي الدار البيضاء ورئيس جمعية Casamémoire المعنية بالحفاظ على التراث العمراني 3.

## دوره مع نادي الرجاء الرياضي
يُعد أول منخرط شاب في تاريخ نادي الرجاء الرياضي، وانضم إلى المكتب المسير بدايةً من عام 2004 في عهد عبد الحميد الصويري، وتولى رئاسة لجنة البنية التحتية، حيث شارك في تصميم وإعادة تأهيل مركز تدريب الفريق (Oasis) في مناسبتين 4.
في 14 ديسمبر 2020، تولى رئاسة النادي بالنيابة بعد استقالة جواد الزيات، تفعيلًا لفصل من النظام الأساسي، للعمل على تجاوز أزمة مالية عميقة تمر بها الإدارة، وصرّح أنه لم يقم بحملة انتخابية بل قبل المنصب لتسيير المرحلة القادمة 5.

## الإنجازات أثناء الولاية
خلال فترة رئاسته المؤقتة، شهد النادي تحقيق لقب كأس العرب للأندية الأبطال (كأس محمد السادس) رغم التحديات المالية والإدارية 🔵 6. كما شارك في اختيار المدرب التونسي لسعد الشابي لتدريب الفريق ضمن جهود إعادة الهيكلة الرياضية 7.

## الأحداث الشخصية والإنسانيات
في يونيو 2025، نعاه نادي الرجاء بعد وفاة والدته، وتقدّم رسمياً بعزاءه عبر حساباته الرسمية، في موقف يعكس الارتباط الإنساني والعائلي لرئيس النادي السابق مع الجماهير 8.